# Фонология эсперанто
Создатель эсперанто, Людвик Лазарь Заменгоф, иллюстрировал произношение на эсперанто сравнением его букв с их эквивалентами на нескольких основных европейских языках и провозгласил принцип «одна буква, один звук». Учитывая, что сравниваемые языки не были полностью идентичными, он сообщил, что произношение на итальянском могло бы считаться образцом для эсперанто.
За сто лет существования эсперанто были разработаны фонологические нормы, в том числе фонетики, фотостатики и интонации, Теперь можно говорить о правильном произношении на эсперанто и правильном образовании слов независимо от языков, первоначально использовавшихся для описания эсперанто. Нормы не расходится с принципом «одна буква, один звук»; существуют только небольшие аллофонические вариации.

## Алфавит
Алфавит эсперанто имеет 5 гласных и 23 согласные, в их числе 3 аффрикаты и редко используемый /x/.

## Гласные
|         | Передние | Задние |
| ------- | -------- | ------ |
| Верхние | i        | u      |
| Средние | e        | o      |
| Нижние  | a        | a      |

## Согласные
|               |               | Губные | Альвеолярные | Постальвеолярные | Палатальные | Заднеязычные | Глоттальные |
| ------------- | ------------- | ------ | ------------ | ---------------- | ----------- | ------------ | ----------- |
| Носовые       | Носовые       | m      | n            |                  |             |              |             |
| Взрывные      | глухие        | p      | t            |                  |             | k            |             |
| Взрывные      | звонкие       | b      | d            |                  |             | ɡ            |             |
| Аффрикаты     | глухие        |        | t͡s           | t͡ʃ               |             |              |             |
| Аффрикаты     | звонкие       |        | (d͡z)         | d͡ʒ               |             |              |             |
| Фрикативные   | глухие        | f      | s            | ʃ                |             | (x)          | h           |
| Фрикативные   | звонкие       | v      | z            | ʒ                |             |              |             |
| Аппроксиманты | Аппроксиманты | v      | l            |                  | j           | (w)          |             |
| Дрожащие      | Дрожащие      |        | r            |                  |             |              |             |

## Минимальные пары
Различия между несколькими согласными в эсперанто несут очень легкие функциональные нагрузки, они не находятся в дополнительной дистрибуции и не являются аллофонами. Практическим эффектом этого является то, что люди, которые не контролируют эти различия, могут общаться без затруднений. Так, небольшие различия между Ĵ /ʒ/ и ĝ /d͡ʒ/ контрастируют в aĵo ('конкретная вещь') против aĝo ('возраст').

## Аллофонические вариации
Аллофоны представляют собой реализация фонемы, её вариант, обусловленный конкретным фонетическим окружением. В эсперанто приемлемы следующие аллофоны:
| Фонемы   | a | e | o | i  | u  | n    | m | r | v       | z | ʒ | f | s | ʃ | b | d | dʒ | ɡ | p | t | tʃ | k |
| Аллофоны | ɑ | ɛ | ɔ | ij | uw | ŋ, ɲ | ɱ | ɾ | ʋ, w, f | s | ʃ | v | z | ʒ | p | t | tʃ | k | b | d | dʒ | ɡ |

Общим источником аллофонической вариации являются заимствованные слова, особенно имена собственные, когда в слове остаются остатки исходного языка или когда создаются новые последовательности, чтобы избежать дублирования существующих корней.